# Ciclismo nos Jogos Olímpicos de Verão de 2020 - Omnium masculino
A prova do omnium masculino do ciclismo nos Jogos Olímpicos de Verão de 2020 ocorreu em 5 de agosto de 2021 no Velódromo de Izu, em Izu, Shizuoka. Um total de 20 ciclistas, cada um representando um Comitê Olímpico Nacional (CON), participaram do evento.

## Qualificação
Cada Comitê Olímpico Nacional (CON) poderia inscrever até um ciclista no omnium. As vagas são atribuídas ao CON, que seleciona os ciclistas. A qualificação se deu inteiramente através do ranking de nações da União Ciclística Internacional (UCI) de 2018–20, com os oito melhores CONs no ranking do madison (ainda não qualificados pela perseguição por equipes) se classificando diretamente para entrar no madison, além de ganhar uma vaga no omnium. Havia outras 12 vagas disponíveis no omnium com base no ranking da modalidade; os CONs qualificados por meio do madison não eram elegíveis. Cada continente foi garantido com pelo menos um lugar no omnium.

## Formato
O omnium é um evento múltiplo, constituído de quatro tipos diferentes de corridas. O formato mudou significativamente com relação a 2016, com três dos seis tipos de corrida removidos e um substituto adicionado. O vencedor da prova é o ciclista que obtiver mais pontos nas quatro corridas. Em cada corrida, o vencedor ganha 40 pontos, o ciclista em segundo lugar, 38, o ciclista em terceiro lugar, 36 e assim por diante. A corrida final tem regras especiais de pontuação. As corridas no omnium são:
- Scratch: corrida de largada em massa; o primeiro a terminar é o vencedor. A distância é de 10 km (40 voltas).
- Contrarrelógio: nova corrida introduzida para 2020. A distância é de 10 km (40 voltas). Após as primeiras 5 voltas, o vencedor de cada volta ganha 1 ponto. Dar uma volta nos adversários ganha 20 pontos. O vencedor da corrida é o ciclista com mais pontos (os pontos ganhos no contrarrelógio não contam para o omnium total; eles são usados apenas para classificar os ciclistas na corrida).
- Corrida de eliminação: a cada 2 voltas, o último colocado é eliminado.
- Corrida por pontos: corrida de 25 km (100 voltas) de pontos, com pontos ganhos por sprints (5/3/2/1, a cada 10 voltas com o dobro de pontos para o sprint final) e por volta nos adversários (20 pontos).

## Calendário
Horário local (UTC+9)
| Data                | Tempo                   | Fase                                                            |
| ------------------- | ----------------------- | --------------------------------------------------------------- |
| 5 de agosto de 2021 | 15:30 16:27 17:07 17:55 | Scratch Contrarrelógio Corrida de eliminação Corrida por pontos |

## Medalhistas
| Ouro   | GBR Matthew Walls    |
| Prata  | NZL Campbell Stewart |
| Bronze | ITA Elia Viviani     |

## Resultados

### Scratch
Disputa com início as 15:30 locais.
| Pos. | Ciclista             | CON                | Voltas atrás | Pts evento |
| ---- | -------------------- | ------------------ | ------------ | ---------- |
| 1    | Matthew Walls        | GBR Grã-Bretanha   |              | 40         |
| 2    | Benjamin Thomas      | FRA França         |              | 38         |
| 3    | Jan-Willem van Schip | NED Países Baixos  |              | 36         |
| 4    | Artyom Zakharov      | KAZ Cazaquistão    |              | 34         |
| 5    | Niklas Larsen        | DEN Dinamarca      |              | 32         |
| 6    | Sam Welsford         | AUS Austrália      | –1           | 30         |
| 7    | Campbell Stewart     | NZL Nova Zelândia  | –1           | 28         |
| 8    | Eiya Hashimoto       | JPN Japão          | –1           | 26         |
| 9    | Théry Schir          | SUI Suíça          | –1           | 24         |
| 10   | Gavin Hoover         | USA Estados Unidos | –1           | 22         |
| 11   | Kenny De Ketele      | BEL Bélgica        | –1           | 20         |
| 12   | Roger Kluge          | GER Alemanha       | –1           | 18         |
| 13   | Elia Viviani         | ITA Itália         | –1           | 16         |
| 14   | Szymon Sajnok        | POL Polônia        | –1           | 14         |
| 15   | Albert Torres        | ESP Espanha        | –1           | 12         |
| 16   | Mark Downey          | IRL Irlanda        | –1           | 10         |
| 17   | Christos Volikakis   | GRE Grécia         | –1           | 8          |
| 18   | Yauheni Karaliok     | BLR Bielorrússia   | –1           | 6          |
| 19   | Andreas Müller       | AUT Áustria        | –1           | 4          |
| 20   | David Maree          | RSA África do Sul  | –2           | 2          |

### Contrarrelógio
Disputa com início as 16:27 locais.
| Pos. | Ciclista             | CON                | Pontos | Pts evento |
| ---- | -------------------- | ------------------ | ------ | ---------- |
| 1    | Jan-Willem van Schip | NED Países Baixos  | 30     | 40         |
| 2    | Benjamin Thomas      | FRA França         | 23     | 38         |
| 3    | Matthew Walls        | GBR Grã-Bretanha   | 23     | 36         |
| 4    | Théry Schir          | SUI Suíça          | 23     | 34         |
| 5    | Gavin Hoover         | USA Estados Unidos | 22     | 32         |
| 6    | Niklas Larsen        | DEN Dinamarca      | 22     | 30         |
| 7    | Kenny De Ketele      | BEL Bélgica        | 21     | 28         |
| 8    | Elia Viviani         | ITA Itália         | 21     | 26         |
| 9    | Szymon Sajnok        | POL Polônia        | 21     | 24         |
| 10   | Albert Torres        | ESP Espanha        | 21     | 22         |
| 11   | Roger Kluge          | GER Alemanha       | 3      | 20         |
| 12   | Campbell Stewart     | NZL Nova Zelândia  | 2      | 18         |
| 13   | Sam Welsford         | AUS Austrália      | 1      | 16         |
| 14   | Yauheni Karaliok     | BLR Bielorrússia   | 1      | 14         |
| 15   | Artyom Zakharov      | KAZ Cazaquistão    | 1      | 12         |
| 16   | Eiya Hashimoto       | JPN Japão          | 1      | 10         |
| 17   | Christos Volikakis   | GRE Grécia         | 0      | 8          |
| 18   | David Maree          | RSA África do Sul  | 0      | 6          |
| 19   | Mark Downey          | IRL Irlanda        | –20    | 4          |
| 20   | Andreas Müller       | AUT Áustria        | –20    | 2          |

### Corrida de eliminação
Disputa com início as 17:07 locais.
| Pos. | Ciclista             | CON                | Pts evento |
| ---- | -------------------- | ------------------ | ---------- |
| 1    | Elia Viviani         | ITA Itália         | 40         |
| 2    | Matthew Walls        | GBR Grã-Bretanha   | 38         |
| 3    | Théry Schir          | SUI Suíça          | 36         |
| 4    | Jan-Willem van Schip | NED Países Baixos  | 34         |
| 5    | Campbell Stewart     | NZL Nova Zelândia  | 32         |
| 6    | Benjamin Thomas      | FRA França         | 30         |
| 7    | Albert Torres        | ESP Espanha        | 28         |
| 8    | Niklas Larsen        | DEN Dinamarca      | 26         |
| 9    | Sam Welsford         | AUS Austrália      | 24         |
| 10   | Kenny De Ketele      | BEL Bélgica        | 22         |
| 11   | Gavin Hoover         | USA Estados Unidos | 20         |
| 12   | Eiya Hashimoto       | JPN Japão          | 18         |
| 13   | Artyom Zakharov      | KAZ Cazaquistão    | 16         |
| 14   | Christos Volikakis   | GRE Grécia         | 14         |
| 15   | David Maree          | RSA África do Sul  | 12         |
| 16   | Szymon Sajnok        | POL Polônia        | 10         |
| 17   | Roger Kluge          | GER Alemanha       | 8          |
| 18   | Yauheni Karaliok     | BLR Bielorrússia   | 6          |
| 19   | Mark Downey          | IRL Irlanda        | 4          |
| 20   | Andreas Müller       | AUT Áustria        | 2          |

### Corrida por pontos e classificação final
Disputa com início as 17:55 locais com a definição dos medalhistas.
| Pos.              | Ciclista             | CON                | SR | CR | CE | Subtotal | Pts sprint | Pts volta | Ordem final | Pts total |
| ----------------- | -------------------- | ------------------ | -- | -- | -- | -------- | ---------- | --------- | ----------- | --------- |
| Medalha de ouro   | Matthew Walls        | GBR Grã-Bretanha   | 40 | 36 | 38 | 114      | 19         | 20        | 2           | 153       |
| Medalha de prata  | Campbell Stewart     | NZL Nova Zelândia  | 28 | 18 | 32 | 78       | 11         | 40        | 17          | 129       |
| Medalha de bronze | Elia Viviani         | ITA Itália         | 16 | 26 | 40 | 82       | 22         | 20        | 4           | 124       |
| 4                 | Benjamin Thomas      | FRA França         | 38 | 38 | 30 | 106      | 12         | 0         | 19          | 118       |
| 5                 | Niklas Larsen        | DEN Dinamarca      | 32 | 30 | 26 | 88       | 5          | 20        | 13          | 113       |
| 6                 | Jan-Willem van Schip | NED Países Baixos  | 36 | 40 | 34 | 110      | 2          | 0         | 7           | 112       |
| 7                 | Théry Schir          | SUI Suíça          | 24 | 34 | 36 | 94       | 15         | 0         | 1           | 109       |
| 8                 | Gavin Hoover         | USA Estados Unidos | 22 | 32 | 20 | 74       | 5          | 20        | 8           | 99        |
| 9                 | Roger Kluge          | GER Alemanha       | 18 | 20 | 8  | 46       | 5          | 40        | 12          | 91        |
| 10                | Albert Torres        | ESP Espanha        | 12 | 22 | 28 | 62       | 2          | 20        | 11          | 84        |
| 11                | Sam Welsford         | AUS Austrália      | 30 | 16 | 24 | 70       | 9          | 0         | 3           | 79        |
| 12                | Yauheni Karaliok     | BLR Bielorrússia   | 6  | 14 | 6  | 26       | 10         | 40        | 10          | 76        |
| 13                | Kenny De Ketele      | BEL Bélgica        | 20 | 28 | 22 | 70       | 0          | 0         | 6           | 70        |
| 14                | Artyom Zakharov      | KAZ Cazaquistão    | 34 | 12 | 16 | 62       | 0          | 0         | 15          | 62        |
| 15                | Eiya Hashimoto       | JPN Japão          | 26 | 10 | 18 | 54       | 0          | 0         | 5           | 54        |
| 16                | Szymon Sajnok        | POL Polônia        | 14 | 24 | 10 | 48       | 0          | 0         | 14          | 48        |
| 17                | Mark Downey          | IRL Irlanda        | 10 | 4  | 4  | 18       | 0          | 0         | 9           | 18        |
| 18                | Andreas Müller       | AUT Áustria        | 4  | 2  | 2  | 8        | 0          | 0         | 16          | 8         |
| 19                | David Maree          | RSA África do Sul  | 2  | 6  | 12 | 20       | 3          | –40       | 18          | –17       |
| 20                | Christos Volikakis   | GRE Grécia         | 8  | 8  | 14 | 30       | 1          | –20       | DNF         | –         |